# Yoendrys Gómez
Yoendrys Adrián Gómez (Nirgua, Venezuela, 15 de octubre de 1999), más conocido como Yoendrys Gómez, es un jugador profesional venezolano de béisbol que se desempeña en la posición de lanzador en New York Yankees, equipo de las Grandes Ligas de Béisbol (MLB).

## Carrera
En 2023, Gómez hizo su debut en la MLB con el equipo New York Yankees, donde lleva jugando dos temporadas.